# Ровеща дървесница
Ровещите дървесници (Smilisca fodiens) са вид земноводни от семейство Дървесници (Hylidae).
Срещат се в западните части на Мексико и ограничен съседен район в Съединените американски щати.
Таксонът е описан за пръв път от белгийско-британския зоолог Жорж Албер Буланже през 1882 година.